# Monanthotaxis nimbana
Monanthotaxis nimbana là loài thực vật có hoa thuộc họ Na. Loài này được (Schnell) Verdc. mô tả khoa học đầu tiên năm 1971.